# مالكوم مكينون
مالكوم مكينون (بالإنجليزية: Malcolm McKinnon)‏ هو صحفي ومؤرخ نيوزلندي، ولد في 1950.